# Hypnotix
Hypnotix est un studio de développement de jeux vidéo fondé en 1993, disparu en 2005 à Little Falls (New Jersey).

## Ludographie
- Wetlands (1995)
- Soldier Boyz (1997)
- Deer Avenger (1998)
- Deer Avenger 2: Deer in the City (1999)
- Sabrina the Teenage Witch: Brat Attack (1999)
- Miss Spider's Tea Party (1999)
- Bass Avenger (2000)
- Daria's Inferno (2000)
- Deer Avenger 3d (2000)
- Panty Raider: From Here to Immaturity (2000)
- The $100,000 Pyramid (2001)
- Deer Avenger 4: The Rednecks Strike Back (2001)
- Deer Avenger: Open Season (2001)
- MTV Total Request Live Trivia (2001)
- Outlaw Golf (2002)
- Outlaw Golf: Holiday Golf (2002)
- Outlaw Volleyball (2003)
- 9 Holes of Xmas: Outlaw Golf (2003)
- Outlaw Volleyball: Red Hot (2003)
- BMX Trick Racer (2003)
- Dragon Tales: Learn & Fly With Dragons (2004)
- Outlaw Golf 2 (2004)
- Outlaw Tennis (2005)
- Outlaw Volleyball: Remixed (2005)